# Vườn quốc gia Babia Góra
Vườn quốc gia Babia Góra (tiếng Ba Lan: Babiogórski Park Narodowy) là một trong 23 công viên quốc gia ở Ba Lan, nằm ở phía nam của đất nước, ở Voerodeship Lesser Ba Lan, ở biên giới với Slovakia. Công viên có trụ sở tại làng Zawoja.
Công viên Babia Góra có diện tích 33.92 km2, trong đó rừng chiếm 31.98 km2. Công viên bao gồm phía bắc và một phần phía nam của khối núi Babia Góra, trong đó đỉnh chính (còn gọi là Diablak) là điểm cao nhất của dãy núi Orava Beskids ở 1725m. Có một khu vực được bảo vệ có tên "Khu vực cảnh quan được bảo vệ - Horná Orava " ở bên phía Slovakia của khối núi.
Khu vực Babia Góra lần đầu tiên nằm dưới sự bảo vệ hợp pháp của chính quyền vào năm 1933, khi Khu bảo tồn Babia Góra được tạo ra. Vào ngày 30 tháng 10 năm 1954, nó được chỉ định là Công viên Quốc gia. Từ năm 1976, nó đã được UNESCO liệt kê là khu dự trữ sinh quyển theo chương trình Con người và Sinh quyển (MaB). Khu vực dự trữ sinh quyển được mở rộng vào năm 2001.

## Quần thể động vật
- 105 loài chim (bao gồm chim gõ kiến và cú đại bàng).
- Loài động vật như hươu, linh miêu, chó sói và gấu.
- Côn trùng, đặc biệt là bọ cánh cứng, bao gồm một số loài duy nhất trong khu vực.

## Thư viện ảnh

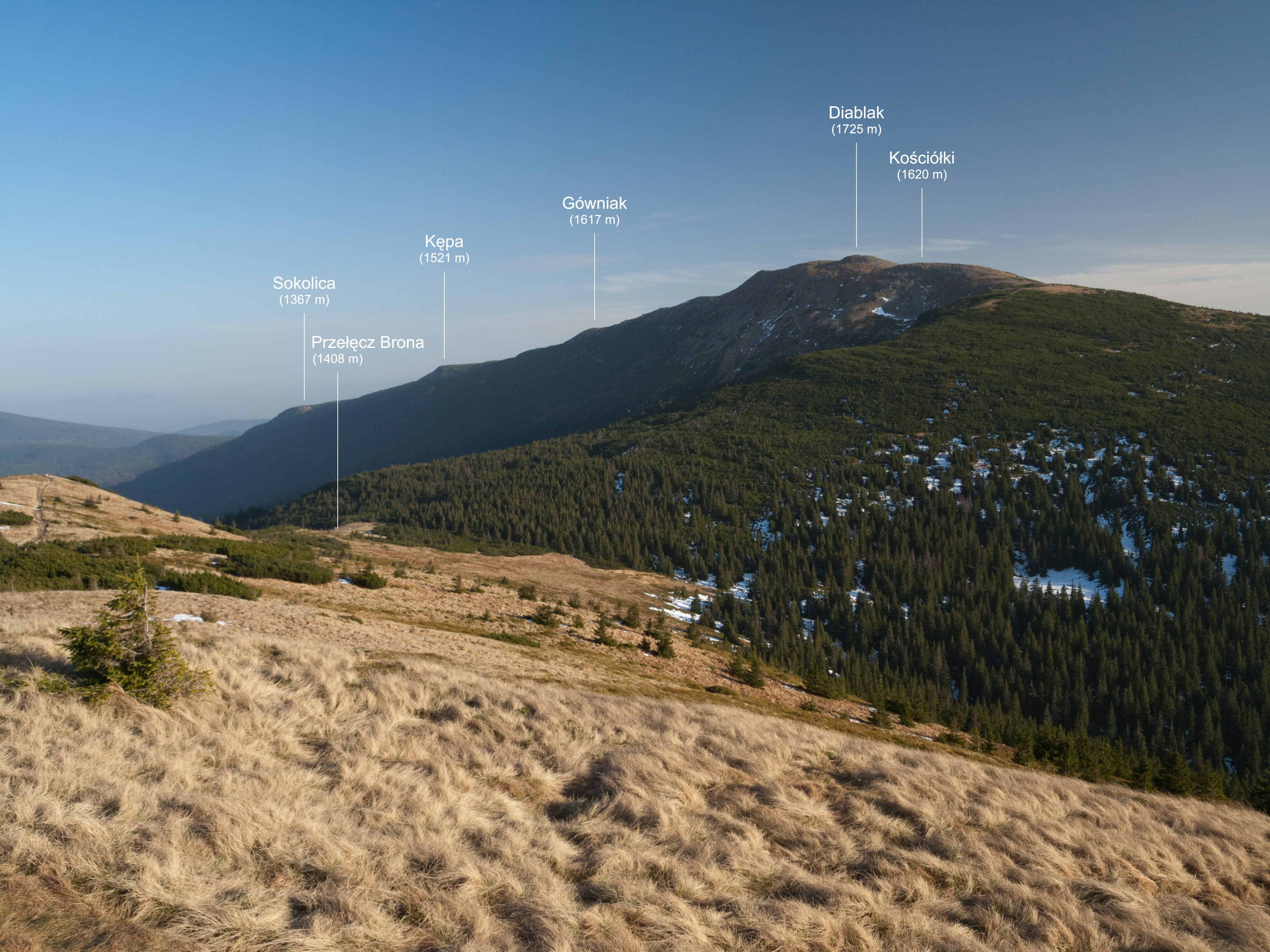
Babia Gora (1725 m), đỉnh cao nhất của công viên quốc gia
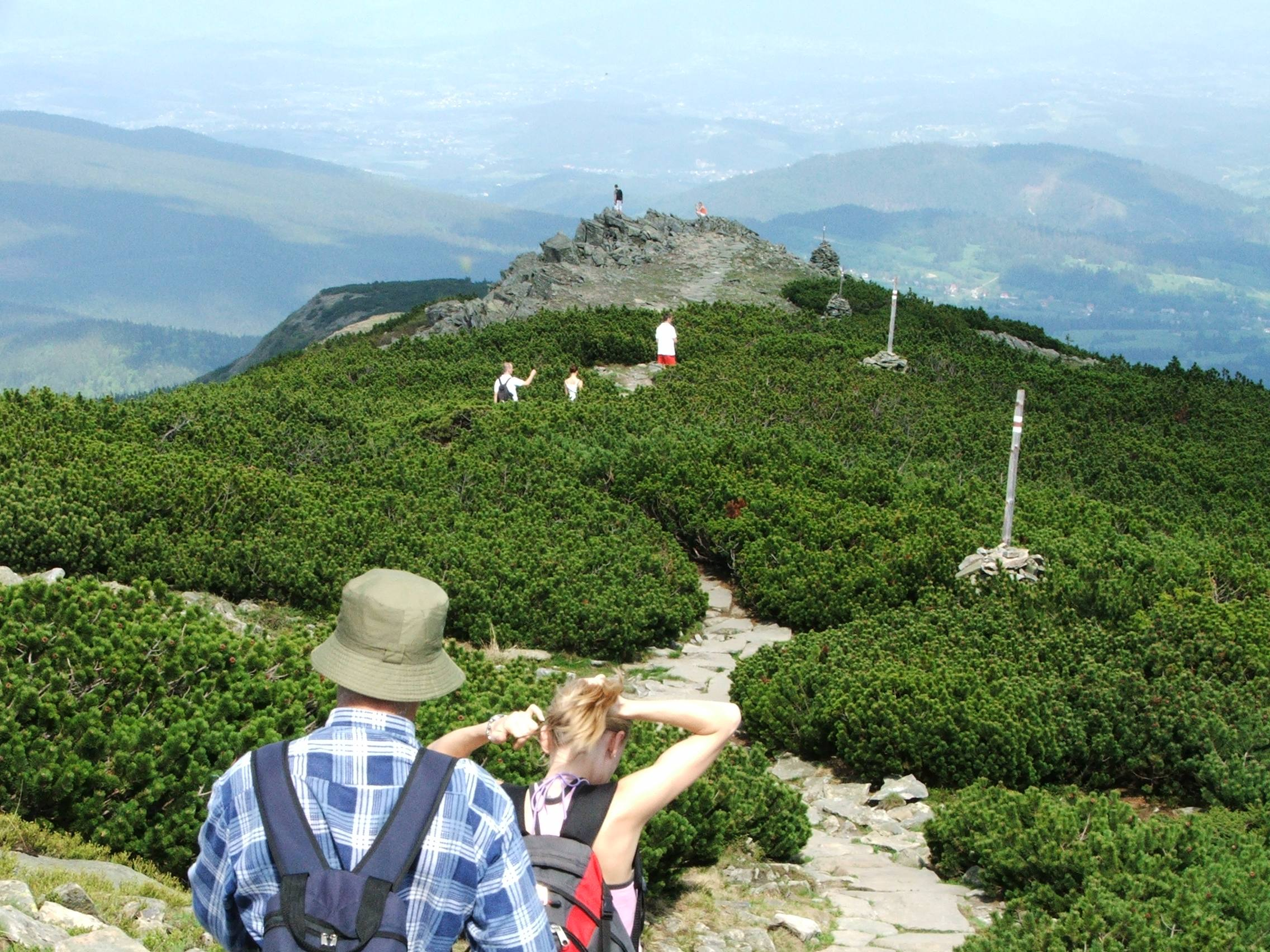
Đỉnh cao nhất Babia Góra
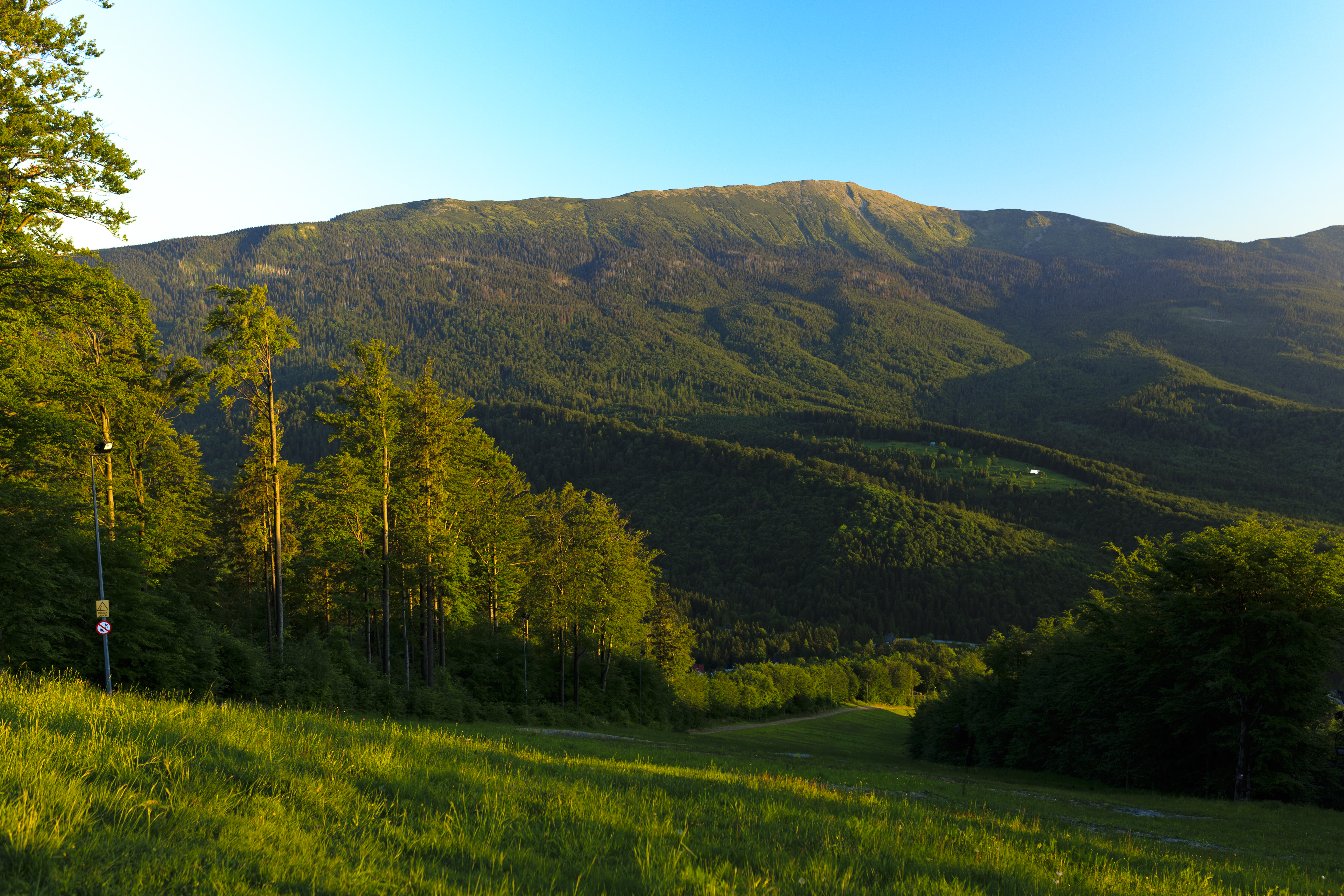
Babia Góra nhìn từ Mosorny Groń
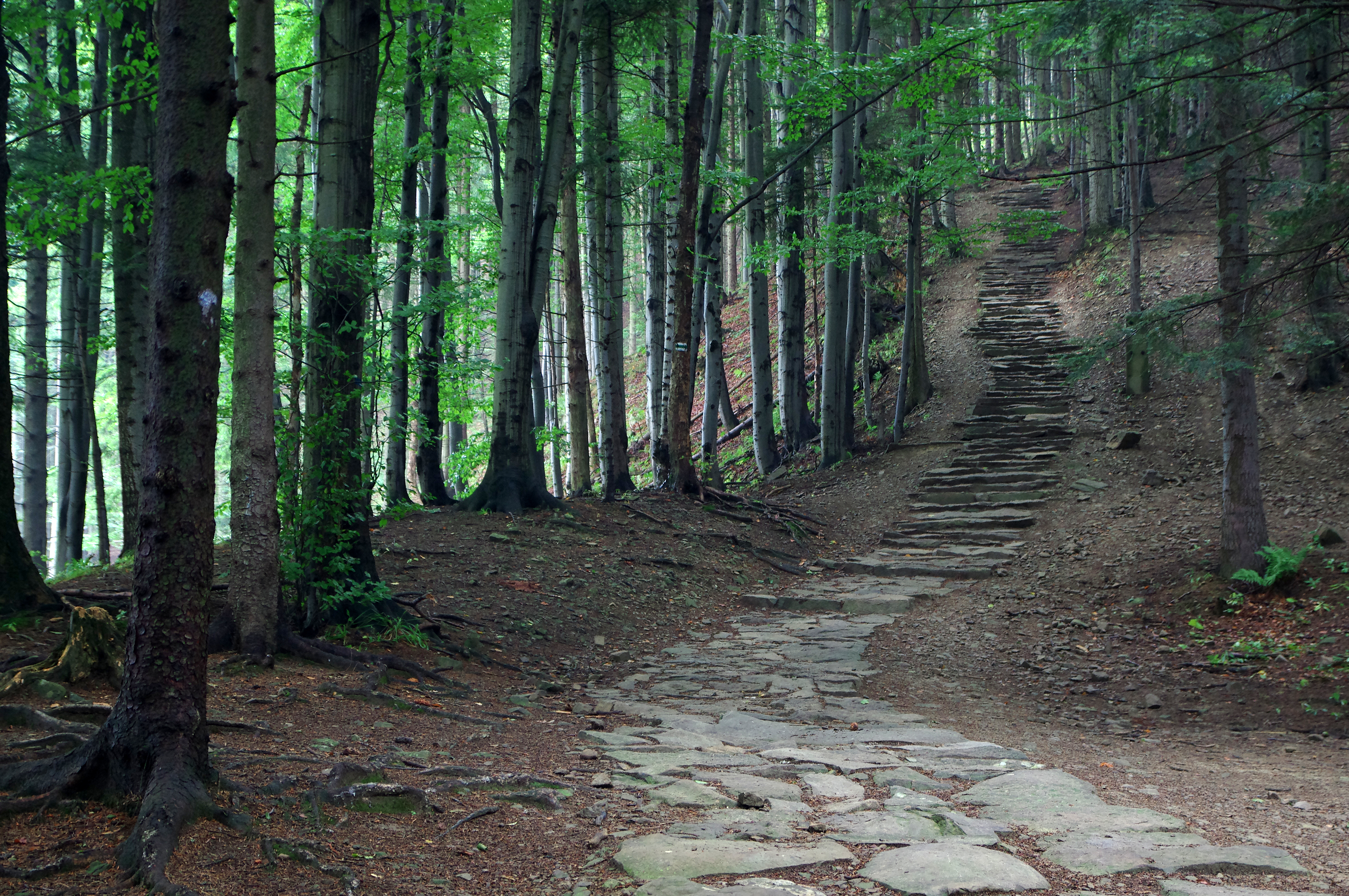
Một khu rừng trong Vườn quốc gia Babia Góra
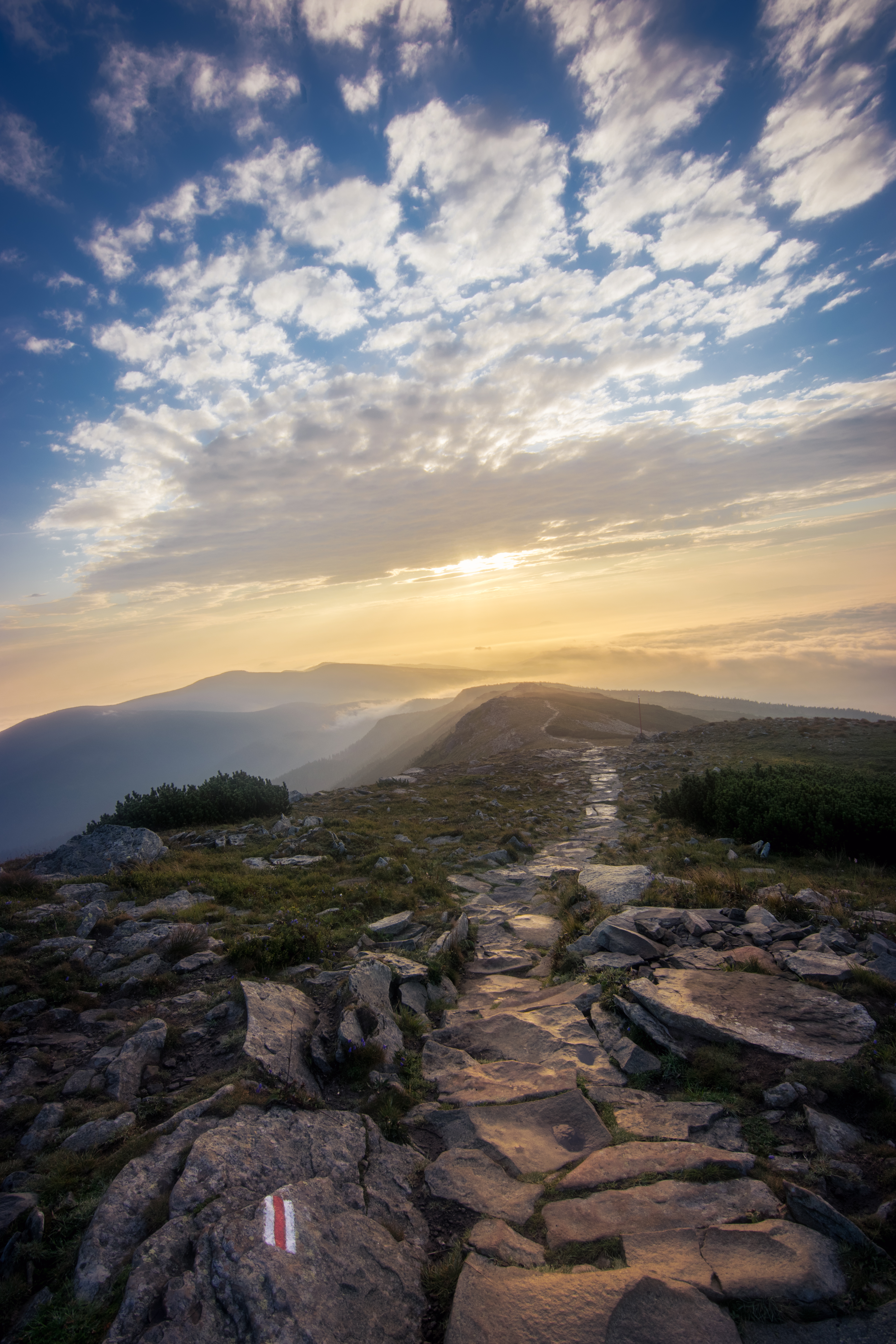
Đường mòn trên núi
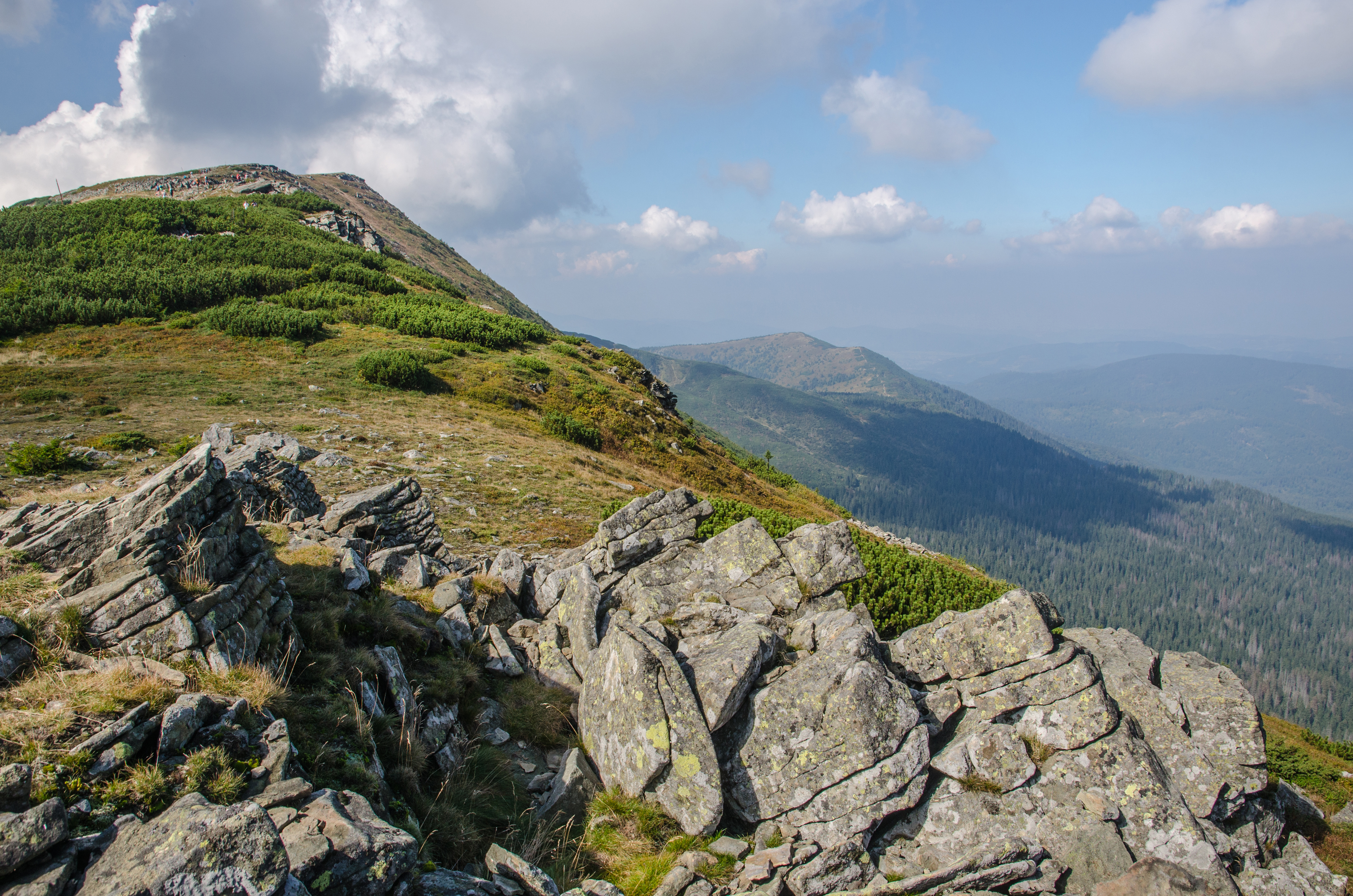
Phong cảnh Beskid Żywiecki
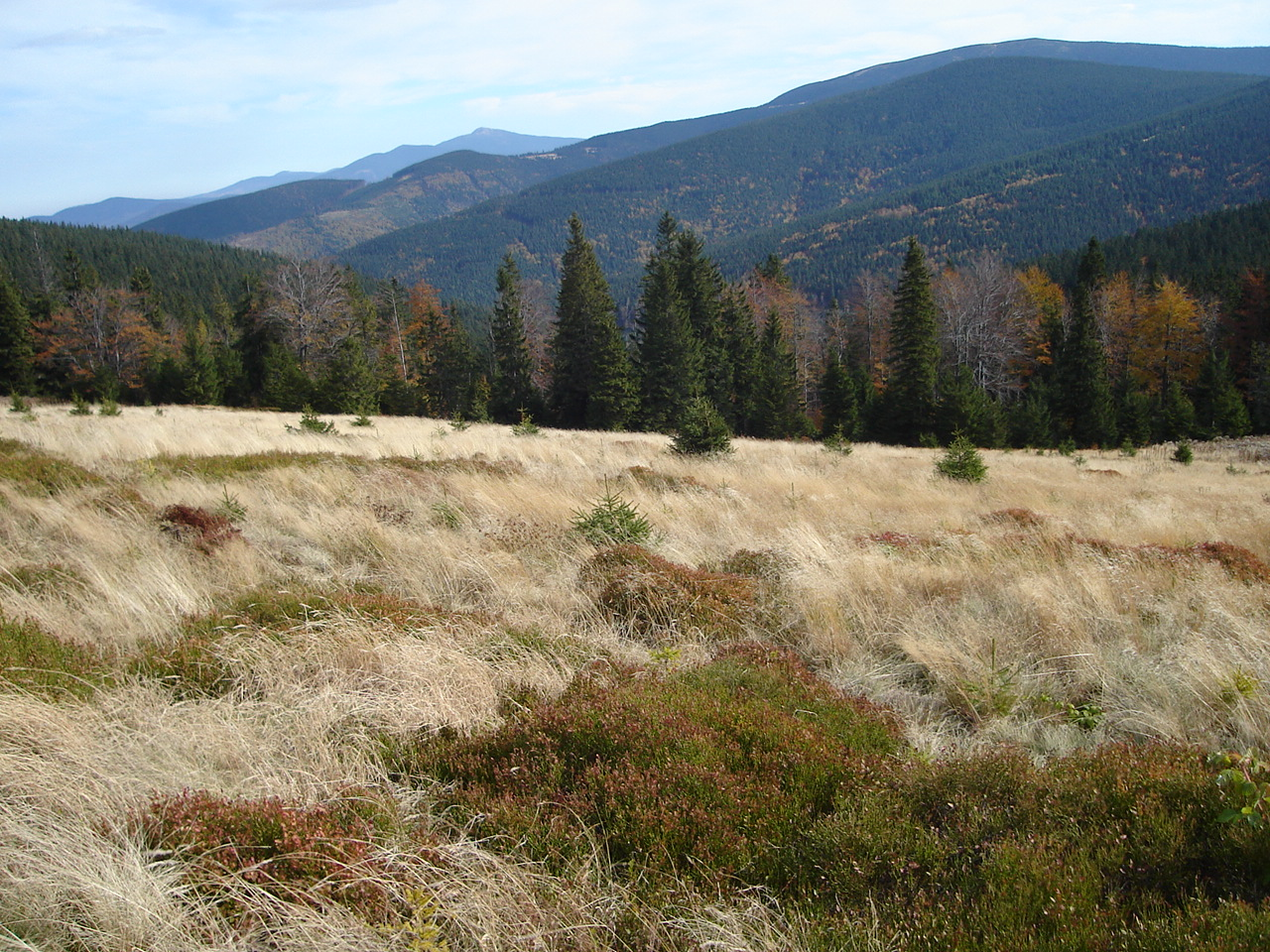
Babia Góra và Pilsko nhìn từ Rysianka
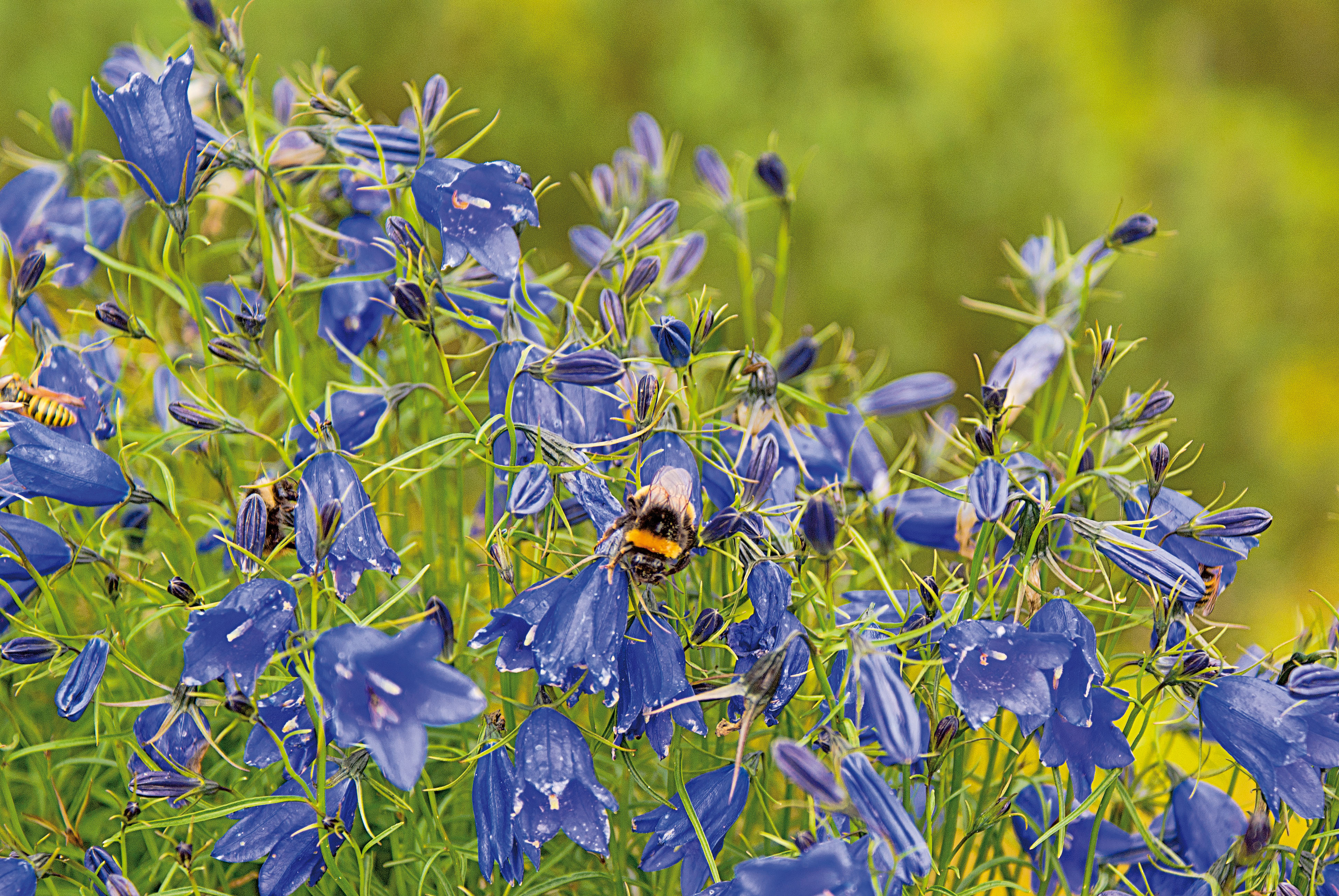
Cây đa sắc
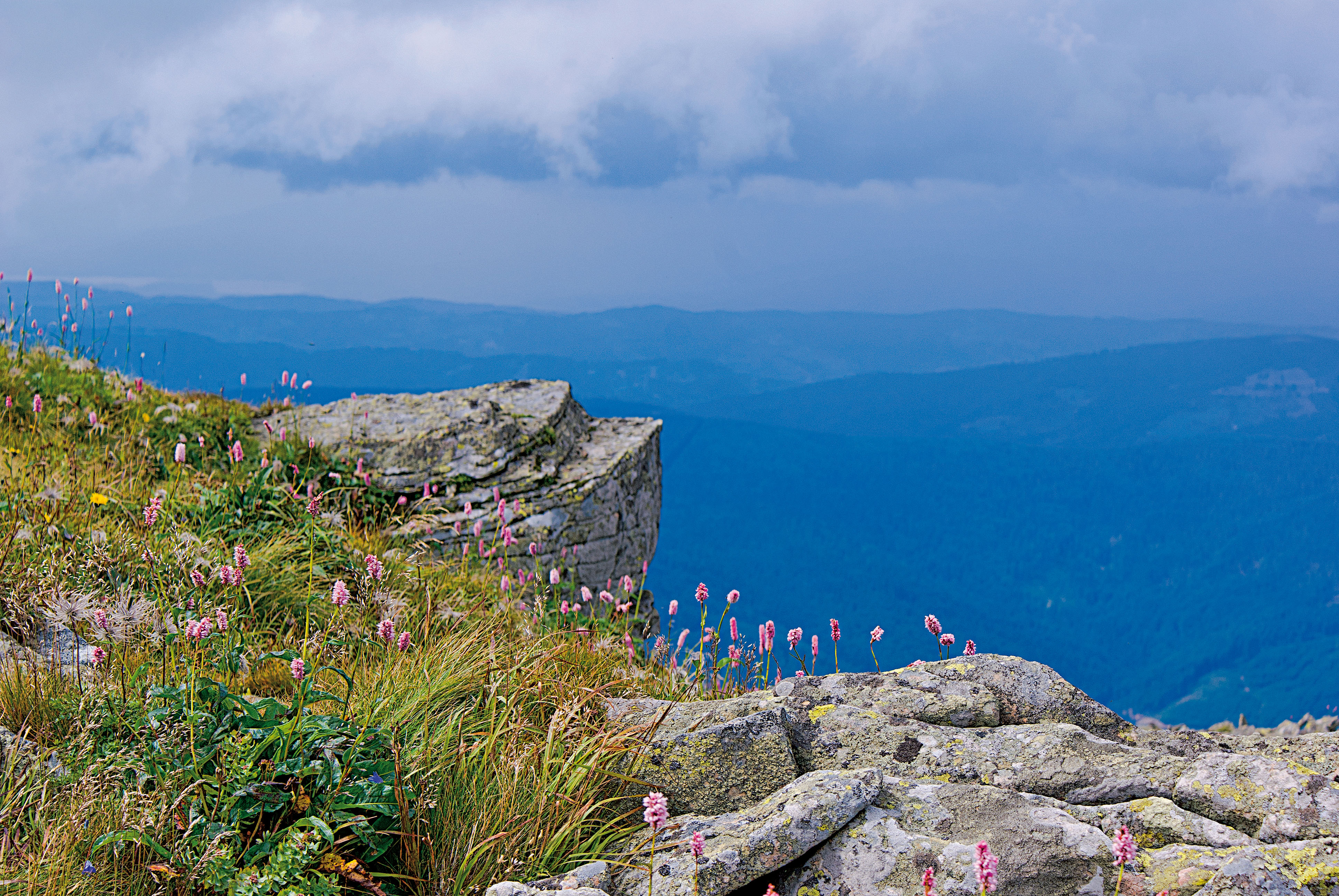
Khu bảo tồn thiên nhiên Ostoja Babiogórska với hệ thực vật Alps
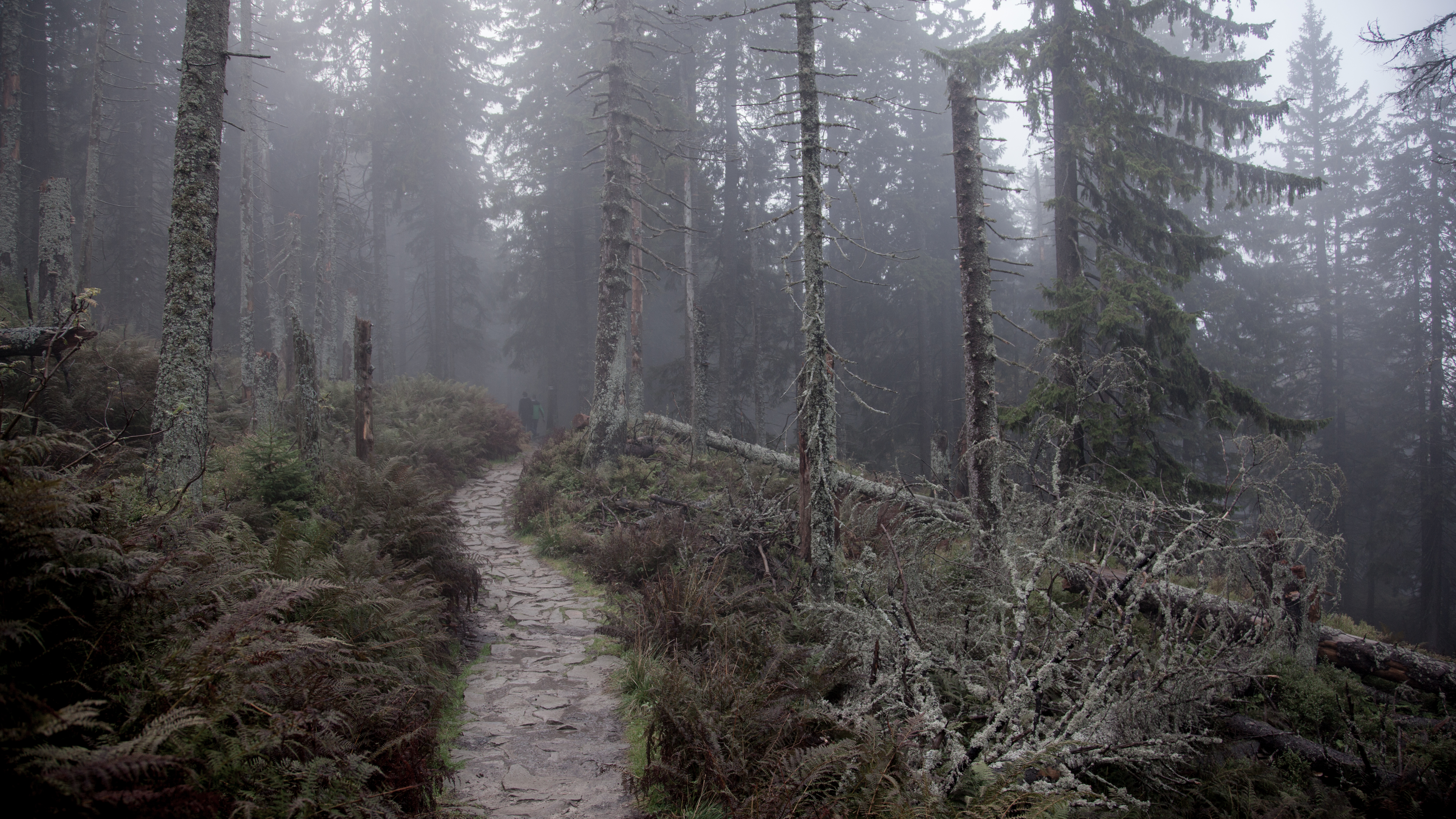
Đường mòn trong rừng
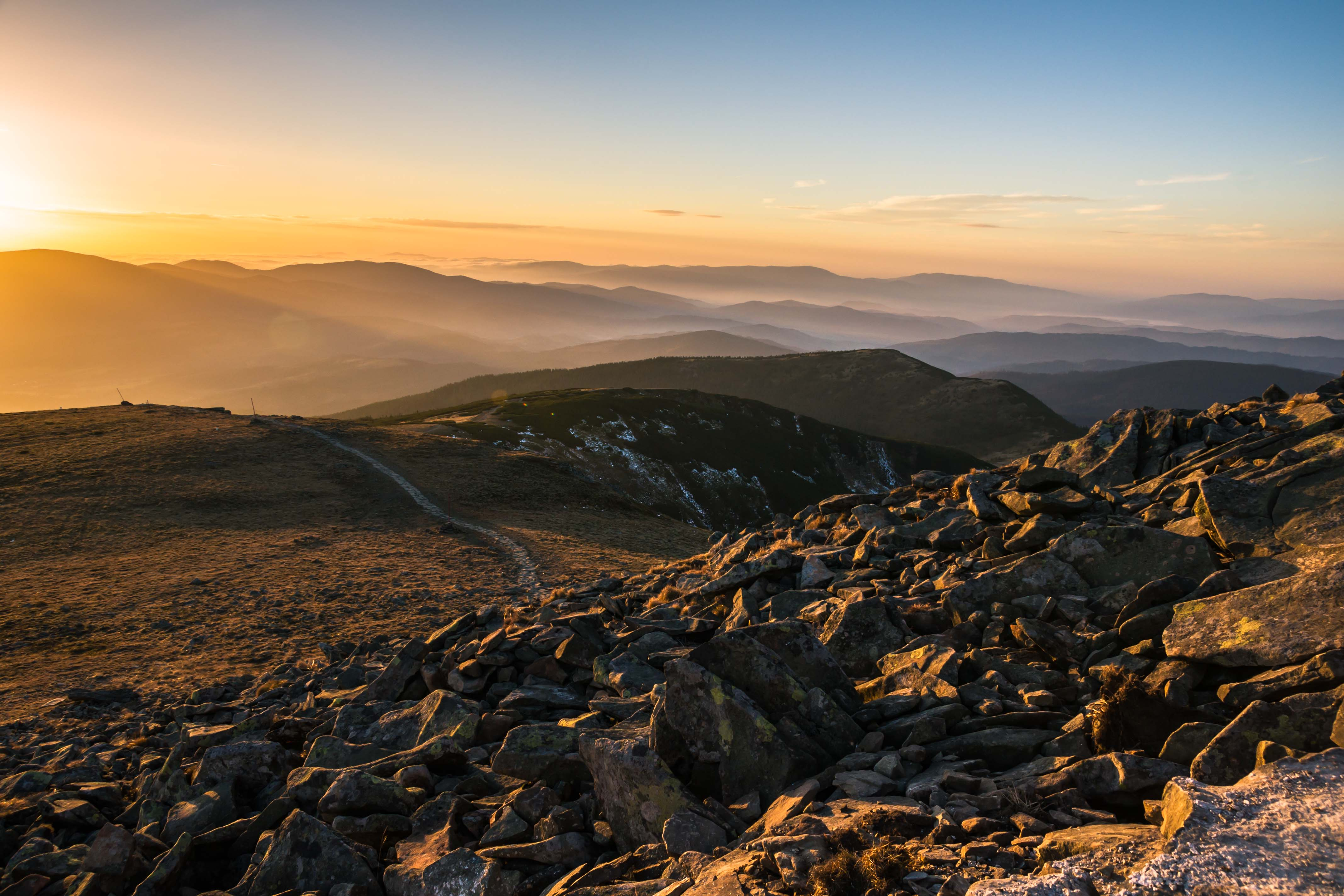
Hoàng hôn trên Ostoja Babiogorska